# Tubo (Abra)
Tubo is een gemeente in de Filipijnse provincie Abra op het eiland Luzon. Bij de laatste census in 2007 had de gemeente bijna 6 duizend inwoners.

## Geografie

### Bestuurlijke indeling
Tubo is onderverdeeld in de volgende 10 barangays:
| - Alangtin - Amtuagan - Dilong - Kili - Poblacion | - Supo - Tabacda - Tiempo - Tubtuba - Wayangan |

## Demografie
Tubo had bij de census van 2007 een inwoneraantal van 5.588 mensen. Dit zijn 544 mensen (10,8%) meer dan bij de vorige census van 2000. De gemiddelde jaarlijkse groei komt daarmee uit op 1,42%, hetgeen lager is dan het landelijk jaarlijks gemiddelde over deze periode (2,04%). Vergeleken met de census van 1995 is het aantal mensen met 1.244 (28,6%) toegenomen.

De bevolkingsdichtheid van Tubo was ten tijde van de laatste census, met 5.588 inwoners op 423,9 km², 13,2 mensen per km².